# Альдама (Чьяпас)
Альдама (исп. Aldama) — посёлок в Мексике, штат Чьяпас, входит в состав одноимённого муниципалитета и является его административным центром. Численность населения, по данным переписи 2020 года, составила 2279 человек.

## Общие сведения
В 1800 году упоминается деревня Санта-Мария-Магдалена.
В 1883 году штат Чьяпас делится на 12 департаментов, а Санта-Мария-Магдалена входит в состав департамента Сан-Кристобаль.
В 1921 году упоминается как посёлок Магдалена, входящий в новый муниципалитет Сан-Педро-Ченало (сейчас — Ченало).
28 февраля 1934 года губернатор Викторио Грахалес, борясь с именами святых в названиях населённых пунктов, переименовал посёлок в Альдама — в честь участника войны за независимость Мексики — Игнасио Альдамы.
28 июля 1999 года Альдама становится административным центром собственного муниципалитета.